# Pamphagodes riffensis
Pamphagodes riffensis är en insektsart som beskrevs av Bolívar, I. 1878. Pamphagodes riffensis ingår i släktet Pamphagodes och familjen Charilaidae. Inga underarter finns listade i Catalogue of Life.